# Herman Finkers

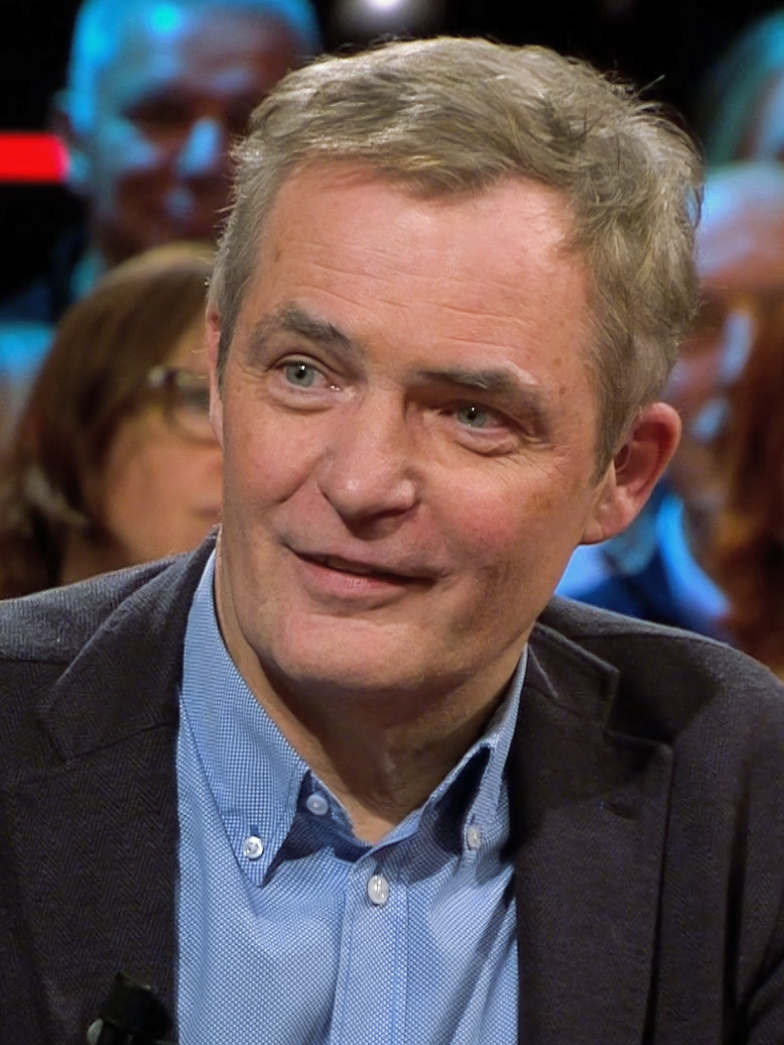
Herman Finkers (2018)

Hermenegildus Felix Victor Maria (Herman) Finkers (* 9. Dezember 1954 in Almelo) ist einer der bekanntesten niederländischen Kabarettisten der 1980er und 1990er Jahre, der auch heute noch auf der Bühne steht. Er kommt aus dem Osten des Landes, der Region Twente, und präsentiert einen zeitlosen, trockenen Humor in Shows mit phantasievollen Bühnenelementen.

## Leben und Kunst
Finkers besuchte in Almelo die Höhere Bürgerschule und studierte in Groningen, wo sein Bruder Wilfried eine studentische Humorvereinigung gegründet hatte. Dort spielte Herman Finkers sein erstes Programm.
Der ehemalige Messdiener ist seiner Kirche und Region treu geblieben. Für seine Hochzeit hat er eine traditionelle Messe komponiert. Er kümmert sich um eine kleine Kapelle, für deren Erhalt er sich seit 2006 in einer von ihm mitgegründeten Initiative starkmacht.
2000 hörte Finkers als Kabarettist auf, da ihm die Inspiration gefehlt habe. Kurz danach erfuhr er von seiner Leukämieerkrankung. 2007 trat er wieder mit einem neuen Programm auf, Na de pauze (deutsch: „Nach der Pause“).
Der wortspielfreudige Finkers spielt meist einen bescheidenen, etwas linkischen, ruhigen und fröhlichen Junggesellen. Er spricht keinen Dialekt, aber dennoch mit deutlicher regionaler Färbung. An seinen Programmen ist häufig sein Bruder beteiligt, hinter und auch auf der Bühne. Einige Male hat Finkers mit Brigitte Kaandorp zusammengearbeitet; ein komisches Gesangsduo der beiden mit dem Titel Duet erreichte 1990 die niederländischen Hitparaden. 2003 wurde Finkers zum Ritter des Orden vom Niederländischen Löwen geschlagen.
Außerdem beschäftigt der Schriftsteller Finkers sich mit dem Dialekt seiner Heimat, dem Twents, und übersetzte für die Seifenoper Van Jonge Leu en Oale Groond die Dialoge.

## Zitate
- Der Kursus „Umgehen mit Enttäuschungen“ findet wieder mal nicht statt.
- Psychologen sind nicht nur verrückt, die sind darin sogar ausgebildet. Ich kann das wissen, weil ich selber Psychologie studiert habe. Ich habe das Studium abgebrochen, nachdem ich dahintergekommen bin, dass gerade der Psychologe oft an der falschen Seite des Tisches sitzt.
- Nein, ich bin nicht verheiratet. Meine Schwiegereltern konnten keine Kinder kriegen.
- Selbstmord ist wirklich das allerletzte, was ich tun würde.
- Wir stehen im Stau, zum Glück sind wir nicht die einzigen.
- Hier habe ich ein Übungsbuch mit dem Einmaleins für die Grundschule. Da gibt es allerdings ein Problem: Nichts aus diesem Werk darf ohne ausdrückliche Zustimmung des Autors vervielfältigt werden.
- (Nach der Krebsdiagnose) Ich komme nach Hause; meine Frau fragt mich: „Wo hast du das denn her? Du hast doch noch nie Krebs gehabt.“ „Naja, es ist eine Kombination von Faktoren“, antwortete ich. „Aber das wird doch wohl nicht die einzige Ursache sein“," meint sie.
- Die Ampeln sind rot, und dann wieder grün (*groen), in Almelo gibt’s immer was zu tun (*doen). *) würde sich im Niederländischen reimen.